# Cheongseong-myeon
Cheongseong-myeon (koreanska: 청성면)  är en socken i den centrala delen av Sydkorea, 150 km söder om huvudstaden Seoul. Den ligger i kommunen Okcheon-gun i provinsen Norra Chungcheong.